# Nyża w Leśnej Baszcie
Nyża w Leśnej Baszcie – schronisko na Wyżynie Olkuskiej będącej częścią Wyżyny Krakowsko-Częstochowskiej. Znajduje się w skale Leśna Baszta w dolnej części Doliny Kluczwody, pod względem administracyjnym w województwie małopolskim, w powiecie krakowskim, w gminie Wielka Wieś.

## Opis obiektu
Schronisko znajduje się na południowo-wschodniej ścianie Leśnej Baszty, zwróconej w kierunku płytkiego bocznego wąwozu oddzielającego ją od niewielkiej skały Przedroślę. Jest to nyża o południowo-zachodniej ekspozycji, znajdująca się nad progiem o wysokości 2,5 m. Ma półokrągły otwór wysokości ponad 1 m. Za otworem jest niewielki korytarzyk o długości 2 m. Na jego końcu nad półką ciągnie się niedostępna szczelina.
Schronisko jest pochodzenia krasowego. Powstało w wapieniach z jury późnej. Brak w nim nacieków, a namulisko jest skąpe, próchniczne. Schronisko jest widne, suche i całkowicie uzależnione od czynników środowiska zewnętrznego. Przy otworze rosną glony, mchy i paproć zanokcica, w schronisku obserwowano pająki.
Schronisko nie było opisywane w literaturze. Po raz pierwszy opisał go Norbert Sznober w kwietniu 2015 r., on też sporządził jego plan.

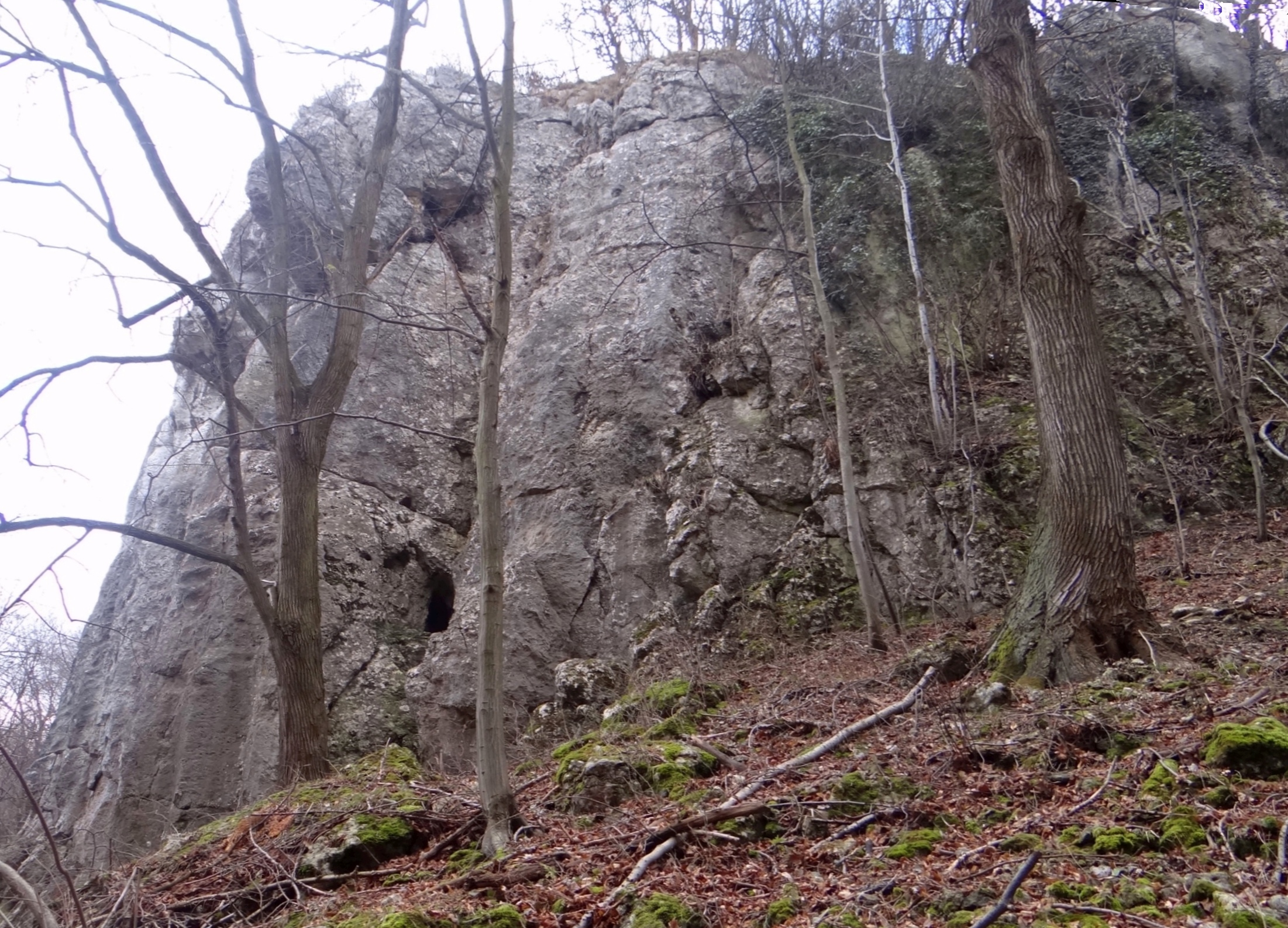
Leśna Baszta z otworem nyży
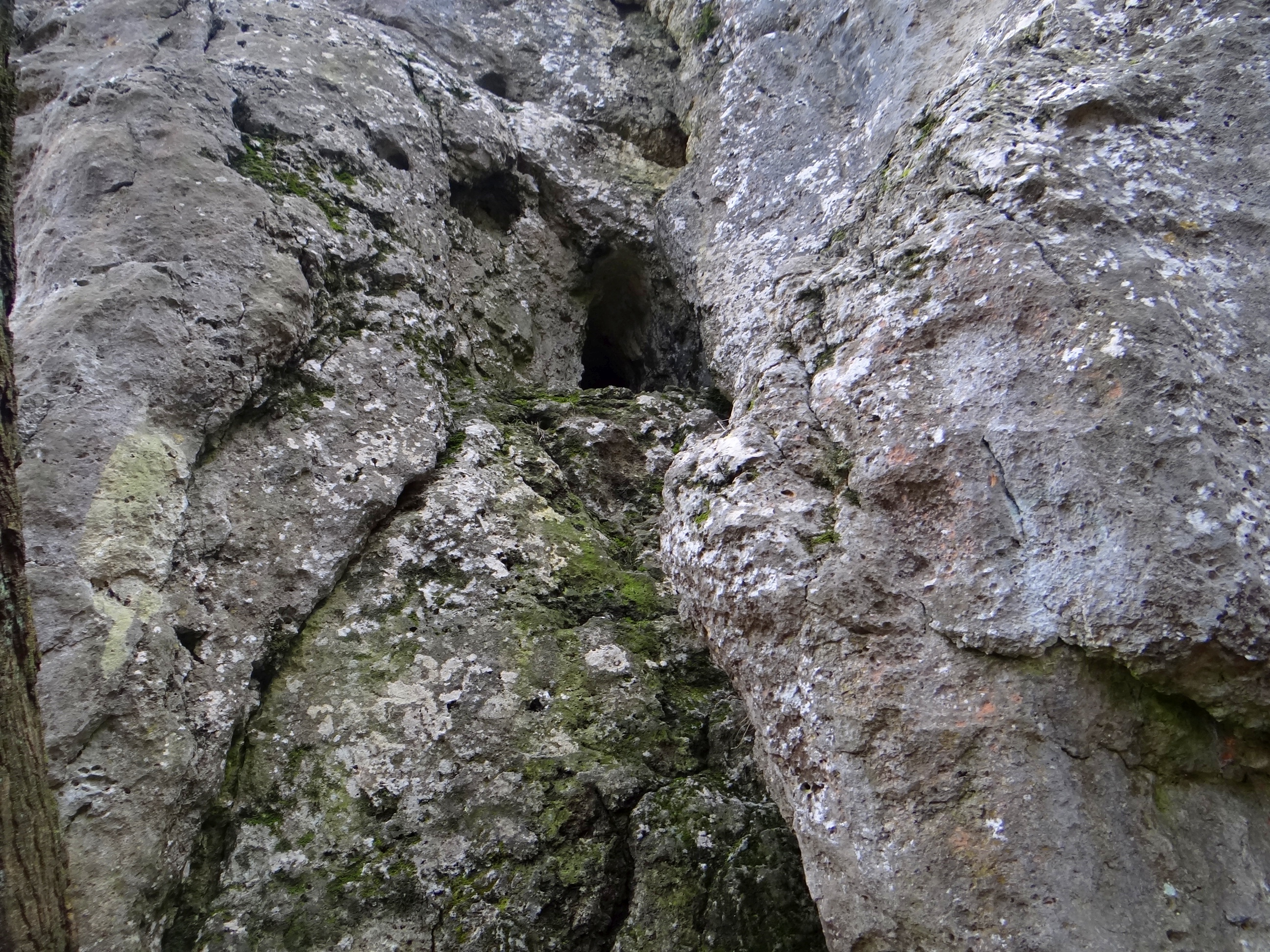
Otwór
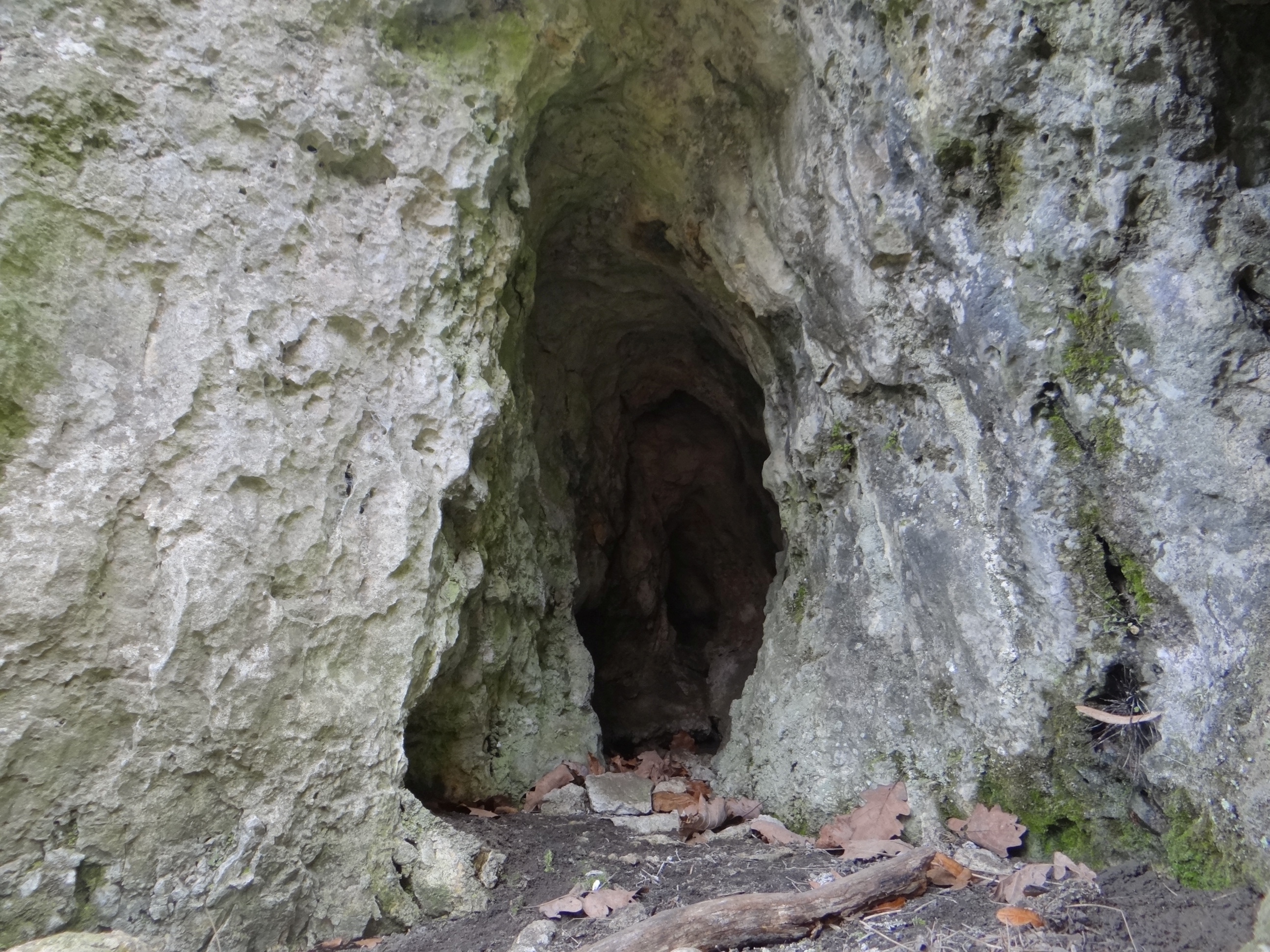
Nyża z korytarzykiem

W Leśnej Baszcie są jeszcze dwa inne schroniska: Meander w Leśnej Baszcie i Schronisko przed Leśną Basztą.